# Maria Jonaea Palmgren
Maria Jonaea Palmgren, född 1630 i Gränna, död före 28 maj 1708, var år 1645 inskriven som studerande vid Braheskolan på Visingsö i Sverige och borde som sådan, tillsammans med Ursula Agricola från Strassburg, ha varit den första kvinnliga gymnasisten i Sverige.
Maria Palmgren var dotter till kyrkoherden i Gränna, Jon Palmgren. Hon var elev på greve Brahes läranstalt, Visingsö skola. Hon var tillsammans med sin klasskamrat Ursula Agricola troligen Sveriges första kvinnliga gymnasist och den första på Visingsö skola. De utgjorde unika undantag och var två av endast tre kvinnliga elever på skolan; den tredje, nästa och sista, Aurora Liljenroth, blev inte accepterad förrän år 1780.
Palmgren gifte sig efter studierna med sin klasskamrat, grevens kamrerare Peter Wickenberg, med vilken hon fick fem barn, Maria, Helena, Jonas, Katarina och Hans.